# Denga groznica
Denga groznica, poznata i kao kostolomna groznica, zarazna je tropska bolest koju uzrokuje virus dengue. Simptomi uključuju vrućicu, glavobolju, bolove u mišićima i zglobovima, i karakterističan osip sličan ospicama. Kod manjeg broja oboljelih bolest se ponekad razvije u jedan od dva ozbiljnija oblika bolesti. Jedan je oblik smrtonosna denga hemoragijska vrućica, sa simptomima krvarenja, smanjenog broja trombocita i izljeva krvi iz krvnih žila, a drugi je denga sindrom šoka, koji se manifestira opasno niskim krvnim tlakom.
Dengu prenosi nekoliko vrsta komaraca iz roda Aedes, uglavnom Aedes aegypti. Virus obuhvaća 4 serotipa; svaki serotip nakon infekcije ostavlja doživotnu imunost na isti serotip, ali samo kratkotrajnu križnu imunost. Reinfekcija drugim serotipom povećava rizik od teških komplikacija. Kako ne postoji cjepivo, mjere zaštite uključuju suzbijanje staništa i same populacije komaraca, te zaštitu od ugriza.
Liječenje akutnog oblika denge je simptomatično, za blagi oblik bolesti primjenjuje se oralna ili intravenska rehidracija, dok je za teže slučajeve predviđena rehidracija intravenoznim putem ili transfuzija krvi. Incidencija denga groznice dramatično raste od 1960-ih: godišnje oboli oko 50–100 milijuna ljudi. Rani opisi bolesti datiraju iz 1779., a virusni uzročnik i način prijenosa otkriveni su početkom 20. stoljeća. Denga je od Drugog svjetskog rata globalni problem i endemska je u više od 110 zemalja. Osim suzbijanja komaraca, radi se na razvoju cjepiva, kao i lijekova koji bi specifično pogađali sam virus.

## Znaci i simptomi
Kod zaraženih virusom dengue, bolest je većinom asimptomatska (80%) ili se manifestira s blagim simptomima kao što je nedefinirana vrućica. Oko 5% oboljelih razvijaju teži oblik bolesti, koji u manjem broju slučajeva može ozbiljno ugroziti život. Inkubacijsko razdoblje (vremenski interval od izloženosti virusu do pojave simptoma) iznosi od 3–14 dana, ali najčešće 4–7 dana. Stoga putnici koji se vraćaju iz endemskih područja vjerojatno nemaju denga groznicu ako su se vrućica ili drugi simptomi pojavili po isteku 14 dana od povratka. Simptomi u djece često su nalik onima kod prehlade i gastroenteritisa  (povraćanje i proljev).Iako su simptomi općenito blaži negoli kod odraslih, djeca su podložnija teškim komplikacijama.

### Klinički tijek
Simptomi karakteristični za denga groznicu su naglo povišenje temperature, glavobolja (karakteristična bol iza očiju), bolovi u mišićima i zglobovima, te osip. Alternativni izraz za dengu, "kostolomna vrućica" (engl. “break-bone fever”), asocijacija je na popratne bolove u mišićima i zglobovima. Tijek zaraze dijeli se na tri stadija: febrilni, akutni i stadij oporavka.
Stadij febrilnosti obuhvaća visoku temperaturu, često i preko 40°C, nelokaliziranu bol i glavobolju; što obično traje od dva do sedam dana. U ovom se stadiju može javiti i povraćanje. U febrilnom stadiju osip je vrlo čest, te se pojavljuje u 50–80% oboljelih. Manifestira se kao crvenilo kože u prvom ili drugom danu pojave simptoma ili kao osip nalik ospicama kasnije u tijeku bolesti (4-7 dana). Može doći do pojave petehija (sitnih crvenih mrlja koje ne nestaju pod pritiskom kože, uzrokovanih puknutim kapilarama) u ovom stadiju, kao i do blagog krvarenja iz sluznice usta i nosa. Krivulja vrućice općenito je bifazna po naravi, jenjava i vraća se na dan ili dva, iako postoje razlike u ponavljanju ovog uzorka.
Nakon stadija visoke temperature bolest kod nekih pacijenata progredira u akutni stadij, i uglavnom traje jedan do dva dana. Za vrijeme ovog stadija može doći do značajnog nakupljanja tekućine u prsnom košu i trbušnoj šupljini zbog povećane permeabilnosti kapilara i izljeva krvi. To dovodi do smanjenja volumena krvi i otežanog dotoka krvi u vitalne organe. U ovoj fazi može doći do zatajenja organa i teškog krvarenja, obično u probavnom sustavu. Šok(denga sindrom šoka) i krvarenje (denga hemoragijska vrućica) javljaju se u manje od 5% slučajeva,no u slučajevima reinfekcije drugim serotipom virusa dengue (“sekundarna infekcija”), rizik pojave šoka i krvarenja je veći.
Slijedi stadij oporavka, u kojem se tekućina izgubljena izljevom reapsorbira u krvotok. Ova faza obično traje oko dva dana. Poboljšanje je često naglo, ali može doći do jakog svrbeža i usporenog srčanog ritma. Može se pojaviti i osip makulopapularnog ili vaskulitičnog, tipa popraćen guljenjem kože. U ovom stadiju može doći do nakupljanja viška tekućine koje, ako zahvati mozak, može prouzročiti smanjeno stanje svijesti ili konvulzije. Osjećaj umora može potrajati tjednima nakon infekcije.

### Popratne tegobe
Denga ponekad može zahvatiti i druge sustave organa, bilo samostalno ili uz klasične simptome denga groznice. Smanjeno stanje svijesti javlja se u 0.5–6% težih slučajeva, što je moguće pripisati virusnoj upali mozga ili indirektno oštećenju funkcija vitalnih organa, kao npr. jetre.
U kontekstu denga groznice, zabilježeni su i drugi neurološki poremećaji, poput transverznog mijelitisa i Guillain-Barréovog sindroma. Upala srčanog mišića i akutno zatajenje jetre ubrajaju se u rjeđe komplikacije.

## Uzrok

### Virologija
Virus denga groznice (DENV) je RNK virus iz porodice Flaviviridae; rod Flavivirus. Drugi pripadnici istog roda su virus žute groznice, virus Zapadnog Nila, virus St. Louis encefalitisa, virus japanskog encefalitisa, virus krpeljnog encefalitisa, virus bolesti kyasanurske šume, i virus omske hemoragijske vrućice. Većinu prenose artropodi (komarci ili krpelji), i zato se nazivaju i arbovirusima (arthropod-borne (borne eng., nošeni) virusi).
Genom (genski materijal) virusa dengue sadrži oko 11.000 nukleotida, s kodom za 3 različite molekule bjelančevina (C, prM i E) koje tvore virusnu česticu i sedam drugih molekula bjelančevina (NS1, NS2a, NS2b, NS3, NS4a, NS4b, NS5) koje se nalaze samo u zaraženim stanicama domaćina i potrebne su za razmnožavanje virusa.Postoje 4 soja virusa, koji se nazivaju serotipovima, a to su DENV-1, DENV-2, DENV-3 i DENV-4. Sva četiri serotipa mogu uzrokovati potpuni klinički spektar bolesti. Vjeruje se da se infekcijom jednim serotipom stječe doživotan imunitet na isti, ali samo kratkotrajna zaštita od drugih serotipova.
Ozbiljne su komplikacije pogotovo česte kod sekundarnih infekcija, kad se netko prethodno izložen serotipu DENV-1 zarazi serotipom DENV-2 ili DENV-3, ili kad se nakon izloženosti DENV-3 zarazi serotipom DENV-2.

### Prijenos
Virus dengue se uglavnom prenosi komarcima iz roda Aedes posebno A. aegypti. Ovi komarci najčešće obitavaju na zemljopisnoj širini između 35°  sjeverno i 35° južno na nadmorskoj visini manjoj od 1000 m. Najćešće grizu tijekom dana. Druge vrste roda Aedes koje prenose bolest uključuju Aedes albopictus, Aedes polynesiensis i Aedes scutellaris. Ljudi su glavni domaćini virusa, no isti može zaraziti i druge primate. Do zaraze može doći samo jednim ubodom. Ženka komarca koja se nahrani krvlju osobe zaražene dengom i sama postaje zaražena virusom koji se nastani u crijevnim stanicama komarca. Nakon 8–10 dana virus se širi u ostalo tkivo uključujući žlijezdu slinovnicu te se otpušta u komarčevu slinu. Čini se da virus nema negativnih učinaka na komarca, koji ostaje zaražen do smrti. Aedes aegypti svoja jajašca polaže u spremnike vode, živi u neposrednoj blizini ljudi i prvenstveno se hrani ljudskom krvlju, a tek potom krvlju drugih kralježnjaka.
Denga se također može prenijeti i putem zaraženih krvnih pripravaka tijekom transfuzije krvi i doniranjem organa. U zemljama poput Singapura, gdje je denga endemska bolest, rizik infekcije procjenjuje se na 1,6 do 6 slučajeva na 10,000 transfuzija. Vertikalni prijenos (s majke na dijete) tijekom trudnoće i kod poroda također je zabilježen. Ostali načini prijenosa virusa putem međuljudskog kontakta također su zabilježeni, ali su rijetki. Genetske varijacije kod dengue virusa su specifične za prostor u kojem postoje, što ukazuje na to da je koloniziranje novih staništa vrlo rijetko, usprkos novijoj pojavi bolesti na novim područjima.

### Predispozicija
Teži oblik bolesti češći je u dojenčadi i djece, i za razliku od mnogih drugih zaraza učestaliji je u relativno dobro uhranjene djece. Rizik zaraze veći je u žena nego u muškaraca i kod ljudi s većom tjelesnom težinom. Denga može biti opasna po život u ljudi s kroničnim bolestima poput dijabetesa i astme.
Polimorfizmi (normalne varijante) u pojedinim genima povezuju se s povećanim rizikom teških komplikacija denge. Primjeri uključuju genske upute za sintezu proteina poznatih pod nazivima TNFα, MBL, CTLA4, TGFβ, DC-SIGN, i određene alele ljudskog leukocitnog antigena. Česta genetska anomalija stanovnika Afrike, poznata kao manjak enzima glukoza-6-fosfat dehidrogenaze, povećava rizik od komplikacija.Polimorfizmi u genima za receptor vitamina D i Fcγ receptor služe kao zaštita od težih oblika bolesti u sekundarnim infekcijama denge.

## Patofiziologija
Pri ubodu komarca zaraženog virusom dengue, virus ulazi u kožu preko komarčeve sline. Veže se na bijele krvne stanice i prodire u njih, te se razmnožava unutar stanica dok one putuju tijelom. Napadnuta bijela krvna zrnca počinju proizvodnju brojnih signalnih proteina, kao naprimjer interferona, koji su odgovorni za mnoge simptome poput povišene temperature, simptoma nalik gripi i teških bolova. Kod teških infekcija virus se razmnožava velikom brzinom i može zahvatiti mnoge druge organe (npr. jetru i koštanu srž), dok tekućina iz krvotoka prodire kroz stijenke malih krvnih žila u tjelesne šupljine. To rezultira smanjenim volumenom krvi u krvnim žilama i smanjenjem krvnog tlaka do vrlo niske vrijednosti, zbog čega vitalni organi nisu dovoljno opskrbljeni krvlju. Nadalje, poremećaj rada koštane srži dovodi do smanjenog broja trombocita, koji su potrebni za učinkovito zgrušavanje krvi; to povećava rizik od krvarenja, druge velike komplikacije denge.

### Razmnožavanje virusa
Nakon prodiranja u kožu, virus dengue se veže za Langerhansove stanice (skupina dendritičkih stanica u koži koje identificiraju patogene). Virus endocitozom ulazi u stanice vezivanjem virusnog proteina na membranske bjelančevine Langerhansovih stanica, točnije lektin tip C poznat kao DC-SIGN, receptor za manozu (MBL) i CLEC5A.  Vjeruje se da je vezivanje na DC-SIGN, nespecifični receptor stranih tvari na dendritičkim stanicama, glavni mehanizam ulaza virusa. Dendritička stanica putuje prema najbližem limfnom čvoru. U međuvremenu se genom virusa umnožava u membranskim mjehurićima na endoplazmatskom retikulumu stanice, gdje se sintezom stvaraju nove virusne bjelančevine i replicira virusna RNK. Nezrele virusne čestice prenose se do Golgijevog tijela, dijela stanice gdje se na prizvedene bjelančevine vezuju potrebni šećeri stvarajući tako glikoproteine. Zreli virus tada buja na površini zaražene stanice i otpušta se egzocitozom. Oslobođeni virus može ulaziti i u druge bijele krvne stanice, točnije monocite i makrofage.
Početna reakcija zaraženih stanica je proizvodnja interferona, jednog citokina koji u prirođenom imunosnom sustavu aktivira niz obrambenih mehanizama protiv virusnih infekcija povećanjem sinteze velike skupine bjelančevina posredstvom JAK-STAT-a. Izgleda da neki serotipovi virusa dengue imaju mehanizme za usporavanje ovog procesa. Interferon također aktivira i stečeni imunosni sustav, što dovodi do proizvodnje antitijela kao i T limfocita, koji će izravno napasti sve stanice zaražene virusom. Proizvode se različita antitijela koja se ciljano vežu uz virusne bjelančevine kako bi ih obilježili za fagocitozu (proždiranje od strane specijaliziranih stanica i uništavanje), no ponekad se veza antitijela i virusnih proteina u fagocitu raspada prije uništavanja, pa se virus dalje može nesmetano umnožavati.

### Teži oblik bolesti
Nije sasvim jasno zašto sekundarne infekcije drugim serotipom virusa dengue povećavaju rizik od denga hemoragijske vrućice i denga sindroma šoka. Najprihvaćenija hipoteza je ona o povećanju infektivnosti ovisnom o antitijelima (engl. Antibody-dependent enhancement - ADE). Točan mehanizam ADE-a nije jasan. Smatra se da je odgovorno slabo vezivanje ne–neutralizirajućih antitijela i fagocitoze virusa od strane bijelih krvnih stanica koje su pogrešno obradile prezentaciju antigena. Također se sumnja da ADE nije jedini mehanizam koji pridonosi teškim komplikacijama denge, i mnoga su istraživanja dokazala ulogu T limfocita i faktora poput citokina i sustava komplementa.
U teškom obliku bolesti javljaju se dva problema: poremećaj rada endotela (stanica koje oblažu krvne žile) i poremećeno zgrušavanje krvi. Endotelna disfunkcija rezultira izljevom plazme iz krvnih žila u prsne i trbušne šupljine, a poremećaj zgrušavanja odgovoran je za krvarenje. Teži oblik bolesti također je povezan s povećanim brojem virusnih stanica u krvi i zahvaćanjem drugih organa (poput koštane srži i jetre). Stanice zahvaćenih organa odumiru, što dovodi do oslobađanja citokina te istovremenog aktiviranja i koagulacije i fibrinolize (suprotstavljenih procesa zgrušavanja krvi i razgradnje ugrušaka). Ovi procesi rezultiraju istovremenom endotelnom disfunkcijom i poremećajem zgrušavanja.

## Dijagnoza
| Alarmirajući znakovi                    |
| bol u trbuhu koja postaje sve jača      |
| istovremeno povraćanje                  |
| povećanje volumena jetre                |
| krvarenje iz sluzokože                  |
| visoki hematokrit s niskim trombocitima |
| letargija                               |

Dijagnoza denge u pravilu se postavlja na temelju kliničke slike, potvrđenih simptoma i objektivnog pregleda; ovo pogotovo vrijedi za endemska područja. Međutim, u ranom stadiju bolest je teško razlikovati od drugih virusnih infekcija. Moguća dijagnoza postavlja se na temelju postojanja povišene temperature i najmanje dva od sljedećih simptoma: mučnine i povraćanja, osipa, općeg osjećaja boli, niskog broja leukocita, pozitivnog Rumpel Leede testa ili drugih alarmirajućih simptoma (vidjeti tablicu) u osobe koja živi u endemskom području. Alarmirajući simptomi javljaju se prije početka teške denge. Rumpel Leede test, koji je izuzetno koristan kad ne postoji pristup laboratorijskim pretragama, sastoji se od napuhavanja trake tlakomjera oko ruke na 5 minuta, i brojanja eventualnog petehijalnog krvarenja; pojava velikog broja petehija ukazuje na vjerojatnost denge.
Na dijagnozu denge treba posumnjati kod povišenja temperature u osoba unutar dva tjedna od njihovog povratka iz tropa ili suptropa. Katkada je teško razlikovati denga groznicu od chikungunye, slične virusne infekcije s istovjetnim simptomima koja se pojavljuje na istim područjima kao i denga. Često se vrše pretrage kako bi se isključile druge bolesti sličnih simptoma, poput malarije, leptospiroze, tifusne groznice i meningokoka.
Najranija promjena vidljiva u laboratorijskim pretragama je nizak broj leukocita, a kasnije se mogu javiti i nizak broj krvnih pločica i metabolička acidoza. U težem obliku bolesti izljev plazme dovodi do povećanja gustoće krvi (na što indicira povećani hematokrit) i hipoalbuminemije. Pleuralni izljevi ili ascites mogu se dijagnosticirati objektivnim pregledom ako su veliki, no nalaz tekućine na ultrazvuku može pridonijeti ranom otkrivanju denga sindroma šoka. Pretraga ultrazvukom je u mnogim područjima ograničena zbog nedostupnosti UZV uređaja.

### Klasifikacija
Svjetska zdravstvena organizacija je 2009. klasificirala dengu na dva tipa: blagi i teški oblik. Ovo je zamijenilo SZO klasifikaciju iz 1997., koju je trebalo pojednostaviti jer je bila prerestriktivna, iako je i ta klasifikacija još uvijek u uporabi. Prema klasifikaciji iz 1997. denga se mogla podijeliti na nedefiniranu vrućicu, denga groznicu i denga hemoragijsku vrućicu. Denga hemoragijska vrućica je nadalje bila podijeljena na stupnjeve I–IV. Stupanj I je prisutnost blagih hematoma ili pozitivan Rumpel Leede test u osobe s povišenom temperaturom, stupanj II je prisutnost spontanog krvarenja u kožu i druge dijelove, stupanj III je klinički znak šoka, a stupanj IV je težak šok gdje krvni tlak i bilo nije moguće detektirati. Stupnjevi III i IV nazivaju se "denga sindromom šoka".

### Laboratorijske pretrage
Denga groznica može se dijagnosticirati mikrobiološkim laboratorijskim pretragama. Pretrage uključuju izoliranje virusa u virusnoj kulturi stanica, detekciju nukleinskih kiselina putem PCR-a, detekcijom virusnogantigena ili specifičnih antitijela. Izoliranje virusa i PCR testovi točniji su od detekcije antigena, no zbog velikog troška nisu u širokoj primjeni. U početnim stadijima bolesti svi testovi mogu biti negativni. PCR i detekcija virusnog antigena točniji su u prvih sedam dana bolesti. PCR test koji se može izvoditi na opremi za dijagnosticiranje gripe predstavljen je 2012. pa će PCR test u budućnosti biti dostupniji.
Ove laboratorijske pretrage imaju dijagnostičku vrijednost samo u akutnoj fazi bolesti, s izuzetkom seroloških pretraga. Testovi na specifična antitijela za virus dengue, tip IgG i IgM, mogu biti korisni za utvrđivanje dijagnoze u kasnijim stadijima zaraze. I IgG i IgM stvaraju se nakon 5–7 dana. Najviši (titar) IgM-a javlja se u primarnoj infekciji, no IgM se također proizvodi i u sekundarnim i tercijarnim infekcijama. IgM se više ne može detektirati 30–90 dana nakon primarne infekcije, a u slučajevima reinfekcije detekcija je nemoguća i ranije. Tome nasuprot, IgG se može detektirati narednih 60 i više godina, što je u asimptomatskim slučajevima koristan indikator ranije infekcije. Kod primarne infekcije IgG doseže najviše razine u krvi nakon 14–21 dana. U reinfekcijama, najviše razine javljaju se ranije, a titar je također viši. I IgG i IgM pružaju zaštitnu imunost na infektivni serotip virusa. U laboratorijskim pretragama i IgG i IgM antitijela mogu križno reagirati s drugim flavivirusima, poput virusa žute groznice, što može otežati interpretaciju seroloških rezultata. Dijagnoza se ne može postaviti samo na temelju detektiranja IgG-a ako krvni uzorci nisu odvojeno uzeti u razmaku od dva tjedna i ako se ne detektira najmanje četverostruki porast vrijednosti specifičnog IgG-a. U osobe sa simptomima, detekcija IgM-a smatra se dijagnostičkom.

## Prevencija
Ne postoji odobreno cjepivo za virus dengue. Zaštita ovisi o suzbijanju populacije komaraca prijenosnika i zaštiti od njihovog uboda. Svjetska zdravstvena organizacija predlaže program „Integrirane kontrole vektora“ koji se sastoji od 5 elemenata: (1) informiranje, društvena mobilizacija i zakonodavstvo koje će osigurati jačanje javnog zdravstva, (2) suradnja zdravstvenog i drugih sektora (javnih i privatnih), (3) integrirani pristup kontroli bolesti radi optimalnog iskorištavanja resursa, (4) odluke temeljene na dokazima kako bi intervencije bile pravilno usmjerene (5) jačanje osposobljenosti radi osiguravanja učinkovite reakcije na lokalnu situaciju.
Osnovna metoda suzbijanja Aedes aegypti je uništenje njegovog staništa. To se radi pražnjenjem spremnika vode ili korištenjem insekticida ili bioloških sredstava suzbijanja na područjima prekrivenim vodama stajačicama, iako se zaprašivanje organofosfatnim ili piretroidnim insekticidima ne smatra učinkovitim. Sprječavanje nastanka stajaćih volumena vode modifikacijom okoliša je preporučljiva metoda kontrole, s obzirom na negativne učinke insekticida po zdravlje i bitne logističke teškoće sa sredstvima za suzbijanje. Ljudi mogu spriječiti ubode nošenjem odjeće koja potpuno prekriva kožu, korištenjem mrežica za komarce i/ili nanošenjem repelenata (DEET-dietiltoluamid se pokazao najučinkovitijim).

## Liječenje
Ne postoji lijek za denga groznicu. Liječenje je simptomatsko i uključuje kućno liječenje oralnom rehidracijskom terapijom uz kontrolne preglede, a u težim slučajevima bolničko liječenje intravenskim tekućinama i/ili transfuzijom krvi. Odluka o hospitaliziranju obično se donosi na temelju “alarmirajućih simptoma” navedenih u tablici više, posebno u osoba sa zdravstvenim tegobama u anamnezi.
Intravensku hidraciju obično je potrebno primijenjivati samo dan ili dva. Infuzija se titrira na diurezu od 0.5–1 mL/kg/h, uzimajući u obzir stabilnost životnih znakova i normalizaciju hematokrita. Invazivni zahvati poput nazogastrične intubacije, primjene intramuskularnih injekcija i punkcije arterije izbjegavaju se zbog rizika od krvarenja. Paracetamol (acetaminofen) se koristi za tretman vrućice i osjećaja nelagode dok se nesteroidni protuupalni lijekovi (NASAID) poput ibuprofena i aspirina izbjegavaju jer povećavaju rizik od krvarenja. U pacijenata s nestabilnim vitalnim znakovima krvna transfuzija primjenjuje se s prvim znakovima "smanjenja hematokrita", tj. ne čeka se da vrijednost koncentracije hemoglobina dosegne predodređenu granicu za primjenu transfuzije. Eritrociti bez plazme ili cijela krv su indicirani kao transfuzijska terapija, a krvne pločice i svježa smrznuta plazma uglavnom nisu.
U stadiju oporavka prekida se primjena intravenskih tekućina kako ne bi došlo do prekomjernog nakupljanja tekućine. Ako do nakupljanja tekućine dođe a vitalni su znakovi stabilni, ponekad je potrebno samo zaustaviti daljnji dotok tekućine. Ako bolesnik nije u kritičnom stanju, za uklanjanje viška tekućine iz krvotoka može se koristiti diuretik Henleove petlje, poput furosemida.

## Epidemiologija
Većina oboljelih od denge oporavi se bez trajnih posljedica. Stopa smrtnosti iznosi 1–5% bez liječenja, i manje od 1% uz liječenje; međutim, stopa smrtnosti kod težih oblika bolesti iznosi 26%. Denga je endemska bolest u više od 110 zemalja. Godišnje od nje oboli od 50 do 100 milijuna ljudi, oko 500.000 biva hospitalizirano,a umire oko 12.500–25.000 pacijenata.
Denga je najčešća virusna bolest koju prenose artropodi, kod koje se društveno opterećenje bolešću procjenjuje na 1600 bolesničkih godina života (DALY) na milijun ljudi, što je slično kao kod drugih dječjih i tropskih bolesti, te kod tuberkuloze.  Druga je najvažnija tropska bolest poslije malarije, iako je Svjetska zdravstvena organizacija ubraja u jednu od 16 najviše zanemarenih tropskih bolesti.
Incidencija denge povećala se 30 puta između 1960. i 2010. Vjeruje se da je tome pridonijela kombinacija urbanizacije, rasta broja stanovnika, putovanja u inozemstvo i globalnog zatopljenja. Zemljopisna proširenost denge groznice je uglavnom duž ekvatora, gdje 70% od ukupno 2,5 milijarde stanovnika Azije i Pacifičkog područja obitava u endemskim područjima. U SAD-u postotak zaraženih dengom nakon povratka iz endemskih područja iznosi od 2,9 do 8.0%, što je čini drugom najčešće dijagnosticiranom bolešću u ovoj grupi poslije malarije.
Do 2003. denga je bila klasificirana kao potencijalno sredstvo bioterorizma, no kasnija izvješća rezultirala su deklasifikacijom jer se zaključilo da je virus teško prenosiv i da izaziva hemoragijsku vrućicu u relativno malom broju ljudi.
Kao i mnogi drugi arbovirusi, virus dengue opstaje u prirodi zbog ciklusa koji uključuje vektore koji se hrane krvlju i domaćine kralježnjake. Opstaje u šumama jugoistočne Azije i Afrike zbog prijenosa sa ženki komaraca roda Aedes (ne samo Aedes aegypti) na vlastite potomke i na niže primate. U ruralnim područjima virus na ljude prenosi komarac A. aegypti i drugi pripadnici roda Aedes poput A. albopictus. U urbanim dijelovima, virus najčešće prenosi A. aegypti, koji je široko rasprostranjen. Na svim područjima zaraženi niži primati ili ljudi pridonose broju denga virusa u optjecaju. Ta se pojava naziva amplifikacijom. Ubrzana urbanizacija zemalja tropskog pojasa u posljednjim desetljećima, te povećana mobilnost populacije uvelike su pridonijeli povećanju broja zaraženih denga groznicom kao i njenom širenju na nova područja. Denga groznica, nekoć bolest samo jugoistočne Azije, sada se proširila na južnu Kinu, zemlje Pacifika i Ameriku, a predstavlja prijetnju i Europi.

## Povijest
Vjerojatno prvi zabilježeni slučaj denga groznice opisan je u kineskoj medicinskoj enciklopediji iz doba dinastije Jin (265. – 420.) u kojoj se u vezi s letećim kukcima spominje "vodeni otrov". Postoje i opisi epidemija iz 17. stoljeća, no prvi vjerodostojniji opisi su oni iz 1779. i 1780., kada je epidemija poharala Aziju, Afriku i Sjevernu Ameriku. Do 1940. epidemije denge groznice nisu bile česte.
Godine 1906. potvrđen je prijenos putem komarca roda Aedes, a 1907. je otkriveno da dengu također uzrokuje virus (prva otkrivena virusna bolest je žuta groznica). Daljnja istraživanja zaslužna za osnovno razumijevanje prijenosa virusa bolesti proveli su John Burton Cleland i Joseph Franklin Siler.
Značajno širenje denge za vrijeme i nakon Drugog svjetskog rata pripisuje se ekološkom poremećaju. To je također dovelo i do širenja različitih serotipova u nova područja, kao i do pojave denga hemoragijske vrućice. Ona je prvi put zabilježena na Filipinima 1953.; do 1970. postala je jedan od glavnih uzroka mortaliteta u djece i pojavila se na području Pacifika i obiju Amerika. Denga hemoragijska vrućica i denga sindrom šoka prvi su put zabilježeni u Srednjoj i Južnoj Americi 1981., kad je došlo do reinfekcije virusom DENV-2 u ljudi koji su prethodno preboljeli zarazu virusom DENV-1.

### Etimologija
Podrijetlo riječi "dengue" nije razjašnjeno, no jedna je teorija da riječ dolazi iz  Swahilija, iz izraza Ka-dinga pepo, koji označava bolest koju je uzrokovao zao duh. Riječ dinga moguće potječe od španjolske riječi dengue, značenja "osjetljiv" ili "oprezan", što bi opisivalo držanje osobe koja zbog denge groznice osjeća bolove u zglobovima. Također je moguće i da je španjolski izraz potekao iz Swahilija. Za karipske robove koji su bili zaraženi govorilo se da imaju stav i držanje kicoša, pa je bolest bila poznata i kao "kicoška groznica".
Izraz "kostolomna groznica" prvi je put upotrijebio jedan od očeva osnivača SAD Benjamin Rush, u izvješću (1789.) o epidemiji iz 1780. u Philadelphiji. U samom izvješću uglavnom koristi formalni izraz "bilious remitting fever" (remitentna žućna groznica). Izraz denga groznica opće je prihvaćen tek nakon 1828. Drugi povijesni nazivi uključuju engleski izraz "breakheart fever" (srcolomna groznica) i španjolski "la dengua" (denga). Izrazi za teži oblik denge su i "zarazna trombocitopenijska purpura", i filipinska, tajlandska ili singapurska groznica.

## Istraživanje
Istraživanja na području sprječavanja i liječenja denge uključuju razne mjere suzbijanja prijenosnika, razvoj cjepiva i antivirusnog lijeka.
U suzbijanju vektora donekle se uspješno koriste brojne nove metode, poput uvođenja ribe guppyja (Poecilia reticulata) ili kopepoda u stajaće vode kako bi se hranili ličinkama komarca. Pokušava se i zaraziti komarce bakterijom roda Wolbachia, čime komarci postaju djelomično otporni na virus dengue.
Kontinuirano se radi i na jedinstvenom cjepivu za sva 4 serotipa virusa dengue. Problem je u tome što bi cjepivo moglo povećati rizik od težeg oblika bolesti putem pojačanja uvjetovanog antitjelima (antibody-dependent enhancement –ADE) Idealno cjepivo je ono koje je sigurno za korištenje, učinkovito nakon jedne ili dvije doze, koje pokriva sve serotipove, ne potencira ADE, lako se prenosi i pohranjuje te je financijski prihvatljivo i ekonomično. Od 2009. provode se istraživanja na brojnim cjepivima., te se pretpostavlja da će prvi komercijalni proizvodi biti dostupni 2015.
Osim pokušaja da se kontrolira širenje komaraca roda Aedes i rada na cjepivu protiv denge, kontinuirano se radi i na antivirusnim lijekovima kojima bi se liječila denga groznica i sprječavale teške komplikacije. Otkrivanje strukture virusnih bjelančevina pridonijelo bi razvoju učinkovitih lijekova, te se istraživanje kreće u više obećavajućih smjerova. Prvi pristup bila bi inhibicija analogom nukleotida virusne RNK-ovisne RNK polimeraze (kodira NS5), enzima koji kopira genetski materijal virusa. Drugi pristup bilo bi razvijanje specifičnih inhibitora virusne proteaze (kodira N35), koji cijepaju virusne bjelančevine. Na kraju, bilo bi moguće razviti inhibitore ulaska virusa u stanicu, te inhibitore 5′ cappinga (RNA Cap) procesa, koji ima ulogu u umnožavanju virusa.

## Vanjske poveznice
|  | Zajednički poslužitelj ima još gradiva o temi Denga |

|  | Molimo pročitajte upozorenje o korištenju medicinskih informacija. Ne provodite liječenje bez savjetovanja s liječnikom! |